# Klaverblad Arena Games
De Klaverblad Arena Games is een Nederlands atletiekevenement, dat jaarlijks plaatsvindt bij de Gooise Atletiek Club (GAC) in Hilversum. De wedstrijd richt zich op de (inter)nationale (sub)top en is voor publiek gratis te bezoeken.

## Geschiedenis
De eerste editie van de Klaverblad Arena Games werd in 1996 georganiseerd, als opvolger van de Nationale Pinksterwedstrijden. Ondanks een korte voorbereiding werd er direct een goede wedstrijd neergezet. In de jaren daarna is de Klaverblad Arena Games steeds meer een wedstrijd geworden waarin niet alleen Nederlandse atleten de strijd met elkaar aangingen, maar ook buitenlanders het deelnemersveld versterkten.
In 2001 stonden er maar liefst negentien Nederlandse kampioenen aan de start, waaronder Gert-Jan Liefers, Arnoud Okken en Kamiel Maase.
In 2002 werd verspringer Ignisious Gaisah ontdekt, die later in zijn carrière onder meer een zilveren medaille zou winnen op de wereldkampioenschappen van 2013 in Moskou.

## Prestaties en records
In de loop der jaren zijn er verschillende goede prestaties neergezet tijdens de Klaverblad Arena Games. Zo liep de Duitse sprinter Daniel Schnelting in 2002 een tijd van 20,95 s op de 200 m.
In 2010 wierp de Tsjechische speerwerper Vítězslav Veselý een afstand van 79,48 m en een jaar later verbeterde de Spaanse speerwerpster Nora Bicet het baanrecord bij de vrouwen (57,57). In datzelfde jaar liep de Mexicaan Pablo Solares een tijd van 1.47,41 op de 800 m.
De beste prestaties werden neergezet tijdens de Klaverblad Arena Games van 2013. De Amerikaanse sprinter Marvin Bracy liep toen 10,18 op de 100 m. Dat is de snelste tijd die tot dan toe werd gelopen tijdens een wedstrijd binnen het Lotto Baancircuit. Ook hink-stap-springer Fabian Florant verbeterde het Baancircuitrecord op zijn onderdeel (16,67). In 2017 verbeterde Denzel Comenentia het baanrecord bij het kogelstoten. En in 2018 liep de Zuid-Afrikaan Ryan Mphahlele het zeventien jaar oude baanrecord op de 3000 m uit de boeken. Hij noteerde een tijd van 7.53,96, een kleine seconde sneller dan de 7.54,76 die Kamiel Maase in 2001 had gelopen.
Bekijk hieronder de records van de Klaverblad Arena Games:
| Mannen               |                               |           |      |
| Onderdeel            | Atleet                        | Prestatie | Jaar |
| -------------------- | ----------------------------- | --------- | ---- |
| 100 m                | Marvin Bracy ( USA)           | 10,18 s   | 2013 |
| 200 m                | Daniël Schnelting ( GER)      | 20,95 s   | 2007 |
| 400 m                | Julien Hagen ( NED)           | 46.02 s   | 2002 |
| 800 m                | Pablo Solares ( MEX)          | 1.47,41   | 2012 |
| 1500 m               | Wouter de Boer ( NED)         | 3.42,76   | 2012 |
| 3000 m               | Ryan Mphahlele ( Zuid-Afrika) | 7.53,96   | 2018 |
| 110 m horden         | Paolo Villar ( COL)           | 13,50 s   | 2004 |
| verspringen          | Ignisious Gaisah ( NED)       | 8,12 m    | 2002 |
| hoogspringen         | Donte Nall ( USA)             | 2,25 m    | 2013 |
| polsstokhoogspringen | Augusto Dutra ( BRA)          | 5,60 m    | 2015 |
| hink-stap-springen   | Fabian Florant ( NED)         | 16,67 m   | 2013 |
| kogelstoten          | Denzel Comenentia ( NED)      | 20,20 m   | 2017 |
| discuswerpen         | Erik de Bruin ( NED)          | 66,08 m   | 1988 |
| speerwerpen          | Vítězslav Veselý ( POL)       | 79,48 m   | 2010 |
| kogelslingeren       | Mahmoud Hassan Mohamed        | 71,36 m   | 2013 |

| Vrouwen              |                                                 |                 |           |
| Onderdeel            | Atleet                                          | Prestatie       | Jaar      |
| -------------------- | ----------------------------------------------- | --------------- | --------- |
| 100 m                | Tiffany Townsend ( USA)                         | 11,37 s         | 2013      |
| 200 m                | Jacqueline Poelman ( NED)                       | 23,29 s         | 2000      |
| 400 m                | Karen Schinkins ( IRL) Marjolein de Jong ( NED) | 52,96 s 52,96 s | 2003 2004 |
| 800 m                | Michelle Ballentine ( JAM)                      | 2.03,40         | 2005      |
| 1500 m               | Christien Toonstra ( NED)                       | 4.17,91         | 1988      |
| 3000 m               | Corinne Debaets ( BEL)                          | 9.17,61         | 2000      |
| 100 m horden         | Sharona Bakker ( NED)                           | 13,07 s         | 2014      |
| verspringen          | Karin Ruckstuhl ( NED)                          | 6,32 m          | 2004      |
| hoogspringen         | Sietske Noorman ( NED)                          | 1,86 m          | 2014      |
| polsstokhoogspringen | Rianna Galiart ( NED)                           | 4,22 m          | 2013      |
| hink-stap-springen   | Francesca Carlotto ( ITA)                       | 12,61 m         | 2004      |
| kogelstoten          | Corrie de Bruin ( NED)                          | 17,97 m         | 1996      |
| discuswerpen         | Monique Jansen ( NED)                           | 59,63 m         | 2010      |
| speerwerpen          | Nora Bicet ( ESP)                               | 57,57 m         | 2011      |
| kogelslingeren       | Yaritza Martinez ( CUB)                         | 61,84 m         | 2019      |

## Onderdelen
De onderdelen die op de Klaverblad Arena Games worden afgewerkt, verschillen per jaar. Voor 11 juli 2020 zou het programma er als volgt uitzien. Vanwege de coronacrisis gaat deze editie echter niet door.
| Mannen               | Vrouwen              |
| -------------------- | -------------------- |
| 100 m                | 100 m                |
| 400 m                | 400 m                |
| 800 m                | 800 m                |
| 5000 meter           | verspringen          |
| verspringen          | polsstokhoogspringen |
| polsstokhoogspringen | kogelslingeren       |
| kogelslingeren       | kogelstoten          |
| kogelstoten          | speerwerpen          |
| speerwerpen          |                      |
|                      |                      |
|                      |                      |